# Jambepawon
Jambepawon is een bestuurslaag in het regentschap Blitar van de provincie Oost-Java, Indonesië. Jambepawon telt 1855 inwoners (volkstelling 2010).